# Episodi di Kuroko's Basket

Logo della serie nella sigla introduttiva

Questa è la lista degli episodi di Kuroko's Basket, serie televisiva anime prodotta dallo studio Production I.G e trasmessa in Giappone dal 7 aprile 2012 al 30 giugno 2015 in tre stagioni. In Italia la serie è pubblicata in versione doppiata su Anime Generation canale di Prime Video dal 21 aprile 2025.
La serie utilizza diverse sigle musicali. Le sette sigle di apertura sono: Can Do di GRANRODEO (ep. 1–13), RIMFIRE di GRANRODEO (ep. 14–25), The Other self di GRANRODEO (ep. 26–38), Hengen Jizai no Magical Star di GRANRODEO (ep. 39–50), Punky Funky Love di GRANRODEO (ep. 51–62), Zero di Kenshō Ono (ep. 63–66) e Memories di GRANRODEO (ep. 67–75). Le sette sigle di chiusura sono: Start it right away di Hyadain (ep. 1–13), Catal Rhythm di OLDCODEX (ep. 14–25), WALK di OLDCODEX (ep. 26–38), FANTASTIC TUNE di Kenshō Ono (ep. 39–50), GLITTER DAYS di Fo'x Tails (ep. 51–62), AMBIVALENCE di SCREEN Mode (ep. 63–66) e LANTANA di OLDCODEX (ep. 67–75).

## Lista episodi

### Prima stagione
| Nº | Titolo italiano (edizione Netflix / edizione Yamato Video) Giapponese 「Kanji」 - Rōmaji | In onda           | In onda        |
| Nº | Titolo italiano (edizione Netflix / edizione Yamato Video) Giapponese 「Kanji」 - Rōmaji | Giapponese        | Italiano       |
| 1  | Io sono Kuroko 「黒子はボクです」 - Kuroko wa boku desu | 7 aprile 2012     | 21 aprile 2025 |
| 1  | Durante la giornata dedicata ai club sportivi del liceo Seirin, della prefettura di Tokyo (fondato solo un anno prima, quindi senza classi del terzo anno) Riko Aida, studentessa e allenatrice della squadra di basket maschile, cerca delle matricole che possano iscriversi al loro club, aiutata dai membri della squadra ovvero Shun Izuki, Satoshi Tsuchida, Rinnosuke Mitobe, Shinji Koganei e il capitano Junpei Hyūga. Taiga Kagami, giunto dagli Stati Uniti, aderisce al club, e anche Tetsuya Kuroko. Se Kagami rivela un talento smisurato, Kuroko al contrario sembra essere al di sotto della media, nonostante in passato sia stato un titolare della squadra di basket della scuola media Teikō, a quel tempo c'erano cinque giocatori chiamati "La Generazione dei Miracoli", erano imbattibili, Kuroko era loro compagno di squadra ma non si era messo in mostra come i cinque campioni, lui era conosciuto come il sesto giocatore fantasma. Le matricole affrontano i sempai in una partita e grazie a Kagami vincono per 38-37, tuttavia Kuroko è stato capace di dargli un valido supporto, infatti lui limita la propria presenza, passando inosservato esegue dei passaggi che gli avversari non sanno prevedere, infatti Aida ha capito che Kuroko usa il principio della misdirection in modo che nessuno noti la sua presenza. Kagami, inizia a nutrire interesse verso la fantomatica Generazione dei Miracoli, Kuroko gli rivela che ora tutti e cinque si sono iscritti in licei diversi, Kagami vuole batterli e affermarsi come il cestista migliore del Giappone. Kuroko si offre di aiutarlo dato che Kagami da solo, attualmente, non sarebbe capace di battere nessuno di loro. |                   |                |
| 2  | Sono serio / Faccio sul serio 「本気です」 - Honki desu | 14 aprile 2012    | 28 aprile 2025 |
| 2  | Aida organizza un "esame di ammissione" per Kagami e Kuroko, ma anche per Kōki Furihata, Hiroshi Fukuda e Kōichi Kawahara (le matricole del club di basket) affinché gridino il loro impegno a vincere i campionati nazionali dai tetti della scuola durante l'assemblea del lunedì mattina. Un insegnante interrompe prima del turno di Kuroko, ma poi scrive il suo obbiettivo con il gesso in cortile. Kuroko spiega che il motivo per cui si è unito alla squadra del Seirin era il suo disaccordo con il motto del Teikō "vincere è tutto" e con il loro stile di gioco privo di affinità di gruppo. Aida organizza una partita di allenamento contro il liceo Kaijō della prefettura di Kanagawa, una squadra forte, con uno dei membri della Generazione dei Miracoli, Ryōta Kise. Quest'ultimo iniziò a giocare a basket solo durante il secondo anno al Teikō. Kise fa visita al Seirin e Kagami lo sfida in palestra, tuttavia Kise rivelando la capacità di studiare le mosse degli avversari e di impadronirsene, atterra Kagami con una schiacciata ricopiando i movimenti di quest'ultimo. Kuroko intuisce subito che il livello di Kise è aumentato rispetto a quando giocava al Teikō. Kise propone a Kuroko di iscriversi al Kaijō, desidera riaverlo come suo compagno di squadra, ma Kuroko è determinato a spalleggiare Kagami con la promessa che batteranno la Generazione dei Miracoli. |                   |                |
| 3  | È meglio se non vinco / Va bene anche se non vinco 「勝てねェぐらいがちょうどいい」 - Katenee Gurai ga Choudo Ii | 21 aprile 2012    | 5 maggio 2025  |
| 3  | I giocatori del Seirin vanno a Kanagawa per sfidare il Kaijō nella loro palestra. Kagami e i suoi compagni si sentono offesi dato che Genta Takeuchi, l'allenatore del Kaijō, sottovalutandoli abbia assegnato solo metà campo e abbia intimato a Kise di non giocare. Kagami con la sua schiacciata stacca l'anello dal canestro, costringendo gli avversari a giocare a tutto campo. Kise si unisce alla partita, oltre a lui la squadra può contare su Yoshitaka Moriyama, Mitsuhiro Hayakawa, Kōji Kobori e il capitano Yukio Kasamatsu. Il Seirin schiera Kuroko, Kagami, Hyūga, Izuki, e Mitobe. La partita tra le due squadre è molto combattuta, il Seirin chiede un time-out e Kuroko rivela che il suo depistaggio svanisce più gioca. Kagami è soddisfatto della sfida presentata dal Kaijō e dice a Kise che Kuroko è il suo punto debole, a causa del suo stile di gioco invisibile. |                   |                |
| 4  | Ecco il mio contrattacco! / A voi il contrattacco! 「逆襲よろしく！」 - Gyakushuu Yoroshiku! | 28 aprile 2012    | 12 maggio 2025 |
| 4  | Kagami inizia a coordinarsi con Kuroko e il ritmo della partita cambia a favore del Seirin, finché Kise non colpisce accidentalmente Kuroko con la mano sinistra. Kuroko perde sangue e dunque viene sostituito da Koganei. Il gioco continua, con Kagami che si concentra sulla difesa e lascia l'attacco ai suoi compagni sempai. Nell'ultimo quarto, la squadra non ha ancora raggiunto il Kaijō e Kuroko rientra in partita sostituendo Koganei. Il ritmo aumenta e il punteggio è in parità. Negli ultimi secondi, Kuroko esegue quello che in apparenza sembra un tiro libero, ma in realtà è un passaggio per Kagami che saltando afferra la palla, anche perché Kise pur avendo saltato come lui non ha la sua stessa elevazione, di conseguenza Kagami mette a segno un alley-oop permettendo al Seirin di vincere per 100-98. |                   |                |
| 5  | Il tuo basket 「お前のバスケ」 - Omae no Basuke | 5 maggio 2012     | 19 maggio 2025 |
| 5  | Kise si mette a piangere, è stata in assoluto la sua prima sconfitta in una partita. Kasamatsu lo consola oltre a promettere a Hyūga che si riaffronteranno all'Inter-High. Kise riceve l'inaspettata visita di Shintarō Midorima, era la guardia tiratrice della Generazione dei Miracoli, è venuto insieme al suo compagno di squadra Kazunari Takao, giocano nel liceo Shūtoku. Midorima spiega a Kise che è improbabile che il Kaijō possa affrontare il Seirin all'Inter-High per il semplice motivo per cui anche lo Shūtoku gioca a Tokyo, batteranno il Seirin impedendogli la qualificazione. Kuroko confessa a Kise che non condivideva pianamente la politica del Teikō, al tempo in cui giocavano insieme al solo scopo di vincere, sentiva che nel loro basket mancava qualcosa. Tra l'altro Kuroko menziona il campionato nazionale di basket delle scuole medie, in quel frangente successe qualcosa che lo spinse a non apprezzare più la Generazione dei Miracoli. Kise mette in guardia Kuroko, perché a breve Kagami eguaglierà la Generazione dei Miracoli, e quando ciò avverrà egli metterà sempre più distanza da Kuroko e dal resto dei suoi compagni di squadra. Kagami, Kuroko, e Kise vedono dei ragazzi giocare con prepotenza in un campo da basket, li sfidano e li sconfiggono facilmente, infine Kuroko e Kagami si saparano da Kise facendo ritorno a Tokyo con il resto della squadra. |                   |                |
| 6  | Ti dirò un paio di cose! / Ho due cose da dirti 「２つ言っておくぜ」 - Futatsu Itteokuze | 12 maggio 2012    | 26 maggio 2025 |
| 6  | Stanno per iniziare le qualificazioni della prefettura di Tokyo per l'Inter-High, le squadre sono divise in quattro gironi in un torneo a eliminazione diretta, le quattro squadre che vinceranno i rispettivi gironi raggiungeranno la Final Four dove poi si scontreranno in un round robin, tra le quattro contendenti quella che otterrà il punteggio più basso non parteciperà all'Inter-High. Il Seirin e lo Shūtoku sono nello stesso girone, Aida però spiega ai suoi giocatori che la loro priva avversaria è la squadra del liceo Shinkyō nella quale gioca l'altissimo Papa Mbaye Siki, egli si è trasferito dal Senegal., potrebbe rivelarsi un rivale difficile. Il Seirin e lo Shinkyō si affrontano, all'inizio Papa con la sua altezza mette in difficoltà gli avversari sia in attacco che in difesa, ma Kagami grazie all'allneamento con Mitobe ha imparato da quest'ultimo come marcare un avversario più alto di lui, e infatti il gioco difensivo di Kagami non permette a Papa di usare al meglio la sua forza offensiva. |                   |                |
| 7  | Vedrete qualcosa d'incredibile / Uno spettacolo mozzafiato 「すごいもん見れるわよ」 - Sugoi Mon Mireru wa yo | 19 maggio 2012    | 2 giugno 2025  |
| 7  | Ormai Papa ha parso il controllo del match, Kagami infatti rivela la capacità di riuscire a saltare con un'elevazione superiore alla sua, e con le abilità di passatore di Kuroko il divario di forza tra le due squadre è troppo marcato. Il Seirin batte per 79-67 lo Shinkyō. Il Seirin continua a schiacciare i suoi avversari successivi. Hyūga spiega ai suoi compagni che a Tokyo, negli ultimi dieci anni, sono state tre le squadre che si sono affermate come le migliori della prefettura: lo Shūtoku, il Senshinkan e il Seihō. Takao fa una rivelazione a Kagami, l'anno precedente il Seirin affrontò le tre squadre perdendo tutti e tre i match, il Seirin non fu nemmeno capace di raggiungere un terzo dei punti che invece avevano totalizzato le squadre avversarie. Lo Shūtoku affronta la squadra del liceo Kinka, oltre a Midorima e Takao tra i titolari figurano Shinsuke Kimura, Kiyoshi Miyaji e il capitano Taisuke Ōtsubo, la squadra ha un gioco ben organizzato, oltre al fatto che Midorima dà sfoggio della sua tripla, Kuroko spiega a Kagami che Midorima non sbaglia mai un tiro, la sua percentuale di successo è assoluta. Lo Shūtoku batte il Kinka per 153–21. Il Seirin per affrontare lo Shūtoku dovrà prima battere il Seiho. |                   |                |
| 8  | Ora che ci penso 「改めて思いました」 - Aratamete Omoimashita | 26 maggio 2012    | 9 giugno 2025  |
| 8  | Il Seirin deve affrontare il Seiho, noti per la loro difesa che è la migliore di Tokyo. Kuroko guarda un filmato di una partita del Seiho e scopre che uno dei loro giocatori, uno studente del primo anno, è Tomoki Tsugawa: racconta a Kagami che lo affrontò alle scuole medie quando giocava nel Teikō, nemmeno Kise era capace di superare la sua marcatura. L'anno scorso, quando il Seiho sconfisse il Seirin, i giocatori erano tentati di abbandonare il basket, in effetti i sempai vogliono ardentemente vincere in modo da esorcizzare la delusione della sconfitta subita. A guidare il Seiho è il capitano Tsutomo Iwamura, oltre a lui c'è anche il playmaker Ryūhei Kasuga, entrambi del terzo anno. Kuroko, Kagami, Hyūga, Izuki e Mitobe scendono in campo, Kise e Kasamatsu assistono al match, constatando che il Seirin non ha fatto ancora nemmeno un canestro, al contrario il Seiho ha già totalizzato dodici punti. Tsugawa marca stretto Kagami che infatti non riesce a costruire il gioco, tutti i membri del Seiho usano le tecniche del namba run per marcare i giocatori avversari a tempo pieno riducendo lo sforzo. Kagami tuttavia batte Tsugawa in un one-on-one e segna una schiacciata. |                   |                |
| 9  | Per vincere 「勝つために」 - Katsu Tame ni | 2 giugno 2012     | 16 giugno 2025 |
| 9  | Lo Shūtoku sta dominando il match contro il liceo Ginbō, Midorima esce dopo soli cinque minuti per conservare le energie in vista della partita successiva. Intanto Il Seirin è ancora alle prese con il Seiho, per merito dei passaggi di Kuroko, la squadra attacca in maniera più efficace, arrivano anche a pareggiare. Kagami porta il Seirin in vantaggio con un canestro, ma è stanco e ha commesso quattro falli, quindi Aida sostituisce lui e Kuroko con Tsuchida e Koganei, infatti nella circostanza in cui dovessero battere il Seiho non vogliono che Kuroko e Kagami si stanchino troppo, almeno per far sì che possano affrontare lo Shūtoku a piena forza. I sempai riescono perfettamente a tenere testa al Seiho, emergono le loro abilità come l'hook shot di Mitobe e l'Occhio dell'aquila di Izuki che gli dà una visuale completa del campo. Koganei sbilanciandosi sbatte la testa, Aida quindi lo sostituisce con Kuroko, mancano cinque minuti alla fine della partita e il Seiho conduce con un vantaggio di sei punti. |                   |                |
| 10 | Mi metti in difficoltà / Non posso permettervelo 「困ります」 - Komarimasu | 9 giugno 2012     | 23 giugno 2025 |
| 10 | Tsugawa non è capace di marcare Kuroko vista la sua abilità di sfuggire all'attenzione dell'avversario e i quindi i suoi passaggi alzano il livello dell'attacco, tra l'altro i giocatori del Seirin riescono ad anticipare le mosse dei loro avversari avendo studiato i DVD delle partite del Seiho, infatti durante il match hanno imparato a intuire i loro movimenti. Tsuchida con il proprio canestro porta il Seirin in vantaggio, tuttavia a pochi secondi della fine Iwamura non si arrende, segna con una schiacciata e riporta in vantaggio il Seiho di un punto. Izuki passa la palla a Kuroko, a quel punto Tsugawa tenta di contrapporsi tra Kuroko e Tsuchida per evitare che quest'ultimo riceva palla, ma all'ultimo momento Kuroko devia la palla verso Hyūga il quale esegue un tiro da tre punti sullo scadere del tempo permettendo al Seirin di vincere per 73-71. Intanto lo Shūtoku batte il Ginbō per 113-38, di conseguenza il Seirin e lo Shūtoku dovranno affrontarsi per stabilire chi tra le due accederà alla Final Four. Kuroko, Kagami, Hyūga, Mitobe e Izuki affrontano Midorima, Ōtsubo, Takao, Kimura e Miyaji, all'inizio le due squadre giocano sulla difensiva in una fase di stallo, Kagami tenta di segnare con un alley-oop tramite un passaggio di Kuroko, ma Midorima riesce a fermarlo con una stoppata, successivamente Midorima segna con una tripla. Kuroko esegue il suo Cyclone Pass facendo sì che un Kagami smarcato riceva palla segnando con la sua schiacciata. |                   |                |
| 11 | Non si tratta di questo / Non so come fare 「そんなもんじゃねえだろ」 - Sonna Mon Janee darou | 16 giugno 2012    | 30 giugno 2025 |
| 11 | Masaaki Nakatani, l'allenatore dello Shūtoku, dà a Takao il compito di marcare Kuroko, infatti benché quest'ultimo ha la capacità di passare inosservato, Takao avendo capacità visive che superano anche quelle di Izuki, riesce a individuare i movimenti di Kuroko impedendogli di eseguire i suoi passaggi. Midorima esegue un tiro da tre punti dalla metà del campo mettendolo a segno, e se questo non fosse sufficiente, ne esegue un altro con successo, ma questa volta la sua tripla copre tutto il campo da gioco. Kuroko ha capito che Midorima è migliorato perché quando giocava nel Teikō non era capace di tirare così, lui può segnare da ogni direzione del campo. Midorima continua a usare la sua tripla, l'arco disegnato dai suoi tiri è talmente alto che nemmeno Kagami, saltando, riesce a toccare la palla, lo Shūtoku ora è in vantaggio di dodici punti sul Seirin. |                   |                |
| 12 | Che cos'è la "vittoria" / Cosa significa "vincere" 「「勝利」ってなんですか」 - Shouritte nan desu ka | 23 giugno 2012    | 7 luglio 2025  |
| 12 | Nella seconda metà della partita Koganei sostituisce Kuroko, benché Midorima riesca a segnare ancora per merito della propria tripla, Kagami nel tentativo di fermarlo salta sempre più in alto, riuscendo a deviare la traiettoria del tiro, tanto che Midorima sbaglia e la palla tocca il ferro rimbalzando, ma dando a Ōtsubo la possibilità di segnare con una schiacciata in tap-in. Tuttavia Kagami saltando persino più in alto riesce a stoppare il tiro di Midorima, mentre i giocatori del Seirin continuando a fare sempre più canestri accorciano le distanze. Kagami ora gioca a pieno regime sia in attacco che in difesa, il Seirin sta per rimontare, ma per l'eccessivo sforzo Kagami si è infortunato, e lo Shūtoku segnando altri canestri allunga il suo vantaggio. La terza ripresa si conclude con lo Shūtoku in vantaggio di quattordici punti. Kuroko e Kagami fanno a pugni dato che hanno idee diverse su come giocare, infatti Kuroko non sopporta l'eccessivo individualismo del suo compagno di squadra, in ogni caso Kagami ha capito che non può vincere da solo. Inizia l'ultima ripresa e Kuroko scende in campo sostituendo Koganei. |                   |                |
| 13 | Ci ho creduto / Io lo sapevo 「信じてました」 - Shinjitemashita | 30 giugno 2012    | 14 luglio 2025 |
| 13 | Nonostante Takao possa vedere tutto il campo non può concentrare sempre tutta la sua attenzione su Kuroko il quale ne approfitta per coglierlo di sorpresa, il Seirin sfrutta meglio i passaggi in modo che gli attaccanti possano fare più canestri diminuendo il divario di punti, tra l'altro Kuroko esegue l'Ignite Pass consentendo a Kagami di eseguire una schiacciata. Kagami è al suo limite, infatti per via dell'infortunio nell'ultimo quarto può eseguire un numero limitato di salti, ormai non ha più forze. Midorima reagisce al tentativo di rimonta del Seirin mettendo a segna un tiro da tre punti, ora lo Shūtoku conduce con cinque punti di vantaggio, tuttavia Hyūga prende in mano la situazione, usa con successo la tripla due volte consecutive riuscendo a portare in vantaggio il Seirin con un punteggio di 82-81. Midorima tenta un altro tiro da tre punti, Kagami andando oltre il limite del proprio corpo salta ancora una volta tentando di stoppare la palla, tuttavia a un secondo dalla fine Midorima lo inganna con una finta, si appresta a tirare così da riportare lo Shūtoku in vantaggio ma Kuroko con la mano sinistra tocca la palla facendo sì che Midorima perda il possesso. Il Seirin vince mantenendo in vantaggio, accede così alla Final Four. |                   |                |
| 14 | Siete identici / Vi assomigliate 「そっくりだね」 - Sokkuri da ne | 7 luglio 2012     | 21 luglio 2025 |
| 14 | I giocatori del Seirin vanno a mangiare in un ristorante, proprio lì per caso incontrano Kise, Kasamatsu, Takao e Midorima. Quest'ultimo mette in guardia Kuroko perché oltre allo Shūtoku c'è un'altra squadra liceale nella prefettura di Tokyo che vanta un giocatore della Generazione dei Miracoli, infatti il prossimo avversario del Seirin sarà Daiki Aomine. Kagami non si è ancora ripreso dall'infortunio quindi salta gli allenamenti, mentre i suoi compagni di squadra vanno in piscina ad allenarsi. Lì conoscono Satsuki Momoi, lei e Kuroko erano compagni di scuola al Teikō, Momoi era la manager del club di basket, da sempre perdutamente innamorata di Kuroko. Anche se Momoi avrebbe voluto studiare al Seirin ha preferito iscriversi nello stesso liceo di Aomine in modo da tenere d'occhio quest'ultimo. Quando Kuroko e Aomine giocavano insieme al Teikō loro due erano una combinazione vincente. Mentre Kagami gioca a basket in un campo all'aperto viene raggiunto da Aomine il quale lo provoca pesantemente affermando che Kagami non è al suo livello e che non ha nessuna speranza di batterlo. |                   |                |
| 15 | Non farmi ridere 「笑わせんなよ」 - Warawasen na yo | 14 luglio 2012    | 28 luglio 2025 |
| 15 | Oltre al Seirin, nella Final Four giocheranno le vincitrici degli altri tre gironi ovvero il Senshinkan, il Tōō e il Meisei. Dal momento che Koganei aveva frainteso credendo che Momoi e Aomine frequentassero il Senshinkan, Aida gli spiega che in realtà studiano al Tōō. Ciò crea un po' di sconcerto, infatti è notorio che i giocatori della Generazione dei Miracoli studiassero in licei le cui squadre di basket sono affermate a livello nazionale, mentre Aomine frequenta il Tōō che non è mai stata nemmeno tra le migliori di Tokyo. Aomine ha un violento alterco con i propri compagni di squadra dato che si rifiuta di allenarsi, lui non lo ritiene necessario dato che si considera già sufficientemente forte. Kuroko rivela a Kagami che Aomine era l'asso del Teikō dal momento che tra i giocatori della Generazione dei Miracoli, il suo talento prodigioso emersi per primo, ma purtroppo Aomine divenne disilluso e privo di passione dato che non c'era avversario che gli tenesse testa e lo facesse divertire. Aomine nel suo secondo anno al Teikō portò la squadra alla vittoria del campionato, ma nel terzo anno ormai anche il talento degli altri quattro giocatori della Generazione dei Miracoli sbocciò totalmente, Kuroko senza scendere nel dettaglio racconta a Kagami che nel suo ultimo anno al Teikō, nel campionato nazionale, successe qualcosa che lo spinse a lasciare la squadra. La Final Four ha inizio e il primo avversario del Seirin è il Tōō: Kuroko, Kagami, Hyūga, Izuki e Mitobe affrontano gli avversari ma tra i titolari del Tōō giocano solo Ryō Sakurai, Kōsuke Wakamatsu, Yoshinori Susa e il capitano Shoichi Imayoshi, infatti Aomine è in ritardo e il match inizia senza di lui. Imayoshi passa la palla a Sakurai che segna con un tiro da tre punti a gran velocità. |                   |                |
| 16 | Andiamo / Facciamolo 「やろーか」 - Yarou ka | 21 luglio 2012    | 4 agosto 2025  |
| 16 | Anche senza Aomine il Tōō si dimostra superiore al Seirin, ognuno di loro si affida quasi esclusivamente alla propria forza individuale, inoltre Momoi come manager del Tōō ha raccolto informazioni sulle caratteristiche dei membri del Seirin, in modo da istruire i giocatori del Tōō che possono anticipare le loro mosse. Il primo quarto si conclude con il Tōō in vantaggio di quattro punti. Kagami segna una schiacciata ma Harasawa Katsunori (l'allenatore del Tōō) si è accorto che è fisicamente debole, non si è totalmente ripreso dall'infortunio, Aida infatti sostituisce Kagami con Koganei. Purtroppo senza Kagami il Seirin non riesce a reggere il passo del Tōō che adesso conduce per dieci punti di vantaggio quindi Aida decide di rimetterlo in campo, ma proprio in quel momento fa il suo arrivo Aomine. |                   |                |
| 17 | Siete tutti quanti ridicoli / Siete fuori dal comune 「ふざけた奴ばっかりだ」 - Fuzaketa Yatsu Bakkari da | 28 luglio 2012    | 11 agosto 2025 |
| 17 | Kagami sostituisce Koganei, anche Aomine scende in campo, ma né lui né tanto meno Kagami fanno in tempo a segnare punti prima dello scadere del secondo quarto. Inizia la seconda metà della partita, benché Kuroko desiderasse proseguire con il gioco, Aida per adesso preferisce tenerlo in panchina facendo entrare Tsuchida al suo posto. Kuroko non tarda a capire che Aomine, proprio come Midorima e Kise, sarà indubbiamente migliorato da quando giocava alle scuole medie. Aomine usa lo stile di gioco dello street basket, e talmente veloce che la difesa del Seirin non riesce a stargli dietro, prima segna un canestro in fadeaway e poi riesce a stoppare una schiacciata di Kagami in contropiede. Aomine si lancia in attacco e nonostante la triplice difesa di Hyūga, Mitobe e Tsuchida esegue un canestro spettacolare. |                   |                |
| 18 | NO! / No! 「嫌だ!」 - Iya da! | 4 agosto 2012     | 18 agosto 2025 |
| 18 | Aomine riesce a usare le tecniche di tiro più improbabili continuando a fare altri canestri, Kuroko sostituisce Tsuchina e per merito dei suoi passaggi i giocatori del Seirin iniziano a giocare meglio. Tuttavia Aomine neutralizza i passaggi di Kuroko con relativa facilità, Kuroko e Kagami tentano di fermare insieme Aomine ma lui li atterra con una schiacciata. Aomine fa capire a Kuroko che non riuscirà a batterlo perché il suo gioco non si è evoluto da quando giocava al Teikō, purtroppo Kagami viene sostituito da Tsuchida dato che Aida aveva capito che l'infortunio è peggiorato, decide di non far giocare Kagami per tutta la partita e nemmeno per le restanti due della Final Four. Ormai il Seirin è impotente contro la forza del Tōō che vince per 112-55. |                   |                |
| 19 | Una nuova sfida 「新しい挑戦へ」 - Atarashii Chousen e | 11 agosto 2012    | -              |
| 19 | Con Kagami che non può giocare e Kuroko demoralizzato per l'umiliazione subita da Aomine, il Seirin perde per 79-78 contro il Meisei, subisce poi un'altra sconfitta dal Senshinkan per 96-78, dunque non si qualifica per l'Inter-High. Kagami deve riposare per due settimane prima di ricominciare ad allenarsi, intanto Kuroko conosce Teppei Kiyoshi, membro della squadra del Seirin, è stato lui a fondare il loro club di basket, finora gli studenti del primo anno non lo avevano mai incontrato perché è stato in ospedale per molto tempo avendo dunque dovuto trascurare il basket. Aida pone un nuovo obbiettivo per la squadra: qualificarsi per la Winter Cup, come torneo di basket liceale è altrettanto importante quanto l'Inter-High e si terrà a Tokyo. |                   |                |
| 20 | Non voglio essere 「なりたいじゃねーよ」 - Naritai Janee yo | 18 agosto 2012    | -              |
| 20 | Ōtsubo spiega a Takao che l'anno scorso lo Shūtoku sconfisse il Seirin principalmente perché Kiyoshi non giocò la partita, in caso contrario il Seirin avrebbe potuto vincere, in effetti all'inizio Kiyoshi e Hyūga erano i due membri più forti della squadra. Midorima quando giocava al Teikō aveva già avuto modo di affrontare Kiyoshi in partita, lui e la Generazione dei Miracoli lo sconfissero facilmente. Kiyoshi ha capito che il basket di Kuroko dipende totalmente dai suoi compagni di squadra, per migliorare Kuroko deve trovare uno stile diverso, mentre Kagami prende atto che si è affidato troppo a Kuroko, deve imparare a fronteggiare i membri della Generazione dei Miracoli anche da solo. Kuroko e Kagami si scambiano una promessa: per quando inizierà la Winter Cup impareranno a diventare i più forti. |                   |                |
| 21 | Iniziamo 「始めるわよ」 - Hajimeru wa yo | 25 agosto 2012    | -              |
| 21 | La squadra del Seirin va ad un ritiro di allenamento, alloggeranno in un piccolo albergo. Scoprono però che non sono soli, anche i giocatori dello Shūtoku alloggiano lì. Le due squadre fanno allenamento insieme con una partita amichevole, tuttavia Aida impone a Kagami di non giocare, lo manda a fare compere anche se è solo un preteso per farlo correre e allenare. Kuroko non ha ancora trovato un'idea per migliorare il suo gioco, durante la partita di allenamento con lo Shūtoku, Midorima ha notato che Kuroko manteneva di più il possesso palla, intuendo che sta cercando di ideare un modo per battere l'avversario individualmente. Kuroko gioca con efficacia solo se passa inosservato, è per questo che esegue i suoi veloci passaggi senza tenere palla, in modo che nessuno si concentri su di lui, in effetti Midorima è della convinzione che Kuroko migliorerebbe nel dribbling se trovasse un sistema per distogliere l'attenzione dell'avversario dalla palla durante il palleggio. |                   |                |
| 22 | Vincerò a qualsiasi costo 「死んでも勝つっスけど」 - Shindemo Katsussu kedo | 1º settembre 2012 | -              |
| 22 | Lo Shūtoku ha vinto tre partite di allenamento contro il Seirin, anche perché Kagami non ha mai giocato, tuttavia l'allenamento a cui Aida lo ha sottoposto sta dando i suoi frutti, infatti egli capisce che riesce a esprimere meglio le sue abilità nel salto quando lo esegue facendo leva sulla gamba destra dato che è quella più forte. Kagami sta maturando l'idea che deve concentrarsi sul gioco aereo per battere la Generazione dei Miracoli, ma Midorima gli fa capire che non è sufficiente e lo sfida a superare la propria difesa. Infatti Kagami viene sempre battuto dato che Midorima riesce costantemente a stoppargli la palla. Anche se Kagami salta più in alto di lui fondamentalmente usa come sola opzione la schiacciata, quindi è facile prevederlo e fermarlo. Kagami ha capito che quando salta deve usare tecniche più variegate, e dunque decide di imparare ad affidarsi maggiormente alla mano sinistra. Il ritiro è terminato, intanto il Tōō e il Kaijō che si sono entrambe qualificate all'Inter-High, raggiungono i quarti di finale ritrovandosi come avversarie. Kise in passato scelse di giocare a basket perché affascinato dal talento di Aomine quando frequentavano il Teikō, tuttavia Kise alle medie non ha mai battuto Aomine in allenamento. Kise, Kasamatsu, Moriyama, Hayakawa e Kobori scendono in campo affrontando Aomine, Imayoshi, Sakurai, Wakamatsu e Susa. |                   |                |
| 23 | Non sono ancora pronto! 「大人じゃねーよ！」 - Otona Janee yo! | 8 settembre 2012  | -              |
| 23 | Inizia la partita, il gioco difensivo di Kise riesce a limitare l'attacco di Aomine, comunque Sakurai segna con una tripla portando al vantaggio la propria squadra. Tuttavia grazie ai canestri di Kasamatsu e Moriyama il Kaijō riesce a rimontare, il primo quarto si conclude con il Tōō in svantaggio di cinque punti. Nel secondo quarto i giocatori del Tōō iniziano a impegnarsi di più, tra l'altro anche se Kise copia la tecnica di Kasamatsu non è sufficiente per arginare la difesa di Aomine. Quest'ultimo si lancia a canestro, Kobori tenta di fermarlo ma Aomine oltre a mettere a segno il suo tiro ottiene da Kobori un fallo in difesa e sul basket count tira segnando un altro punto. |                   |                |
| 24 | Non farti un'idea sbagliata 「カン違いしてんじゃねーよ」 - Kanchigai shiten Janee yo | 15 settembre 2012 | -              |
| 24 | Ormai i tentativi di Kise di impedire a Aomine di segnare altri canestri si rivelano inutili, tra l'altro sullo scadere della seconda ripresa Imayoshi esegue un tiro riuscendo a segnare, portando il Tōō in vantaggio di nove punti. Nel terzo quarto Kise subisce vari falli dagli avversari, questo perché sta tentando di ricopiare perfettamente i movimenti di Aomine ma non ci riesce, Kasamatsu tira ma la palla colpisce il ferro, tuttavia Hayakawa batte Susa e Wakamatsu conquistando il rimbalzo e passando la palla a Kobori che segna un canestro, mentre Moriyama con una stoppata impedisce il tiro a Sakurai: infatti finché Kise non avrà assimilato la tecnica di gioco di Aomine i suoi compagni cercano di contenere lo svantaggio contro il Tōō. Kise acquisisce finalmente il Perfect Copy, ora può replicare le capacità di Aomine, attaccando esattamente come lui, addirittura lo supera con un dribbling e gli fa commettere fallo riuscendo contemporaneamente a fare canestro. Aomine ha già commesso quattro falli, con un altro verrà esplulso, ma questo non lo frena affatto, riesce infatti con una stoppata a impedire a Kise di fare una schiacciata. |                   |                |
| 25 | Il mio e il tuo basket 「オレとおまえのバスケ」 - Ore to Omae no Basuke | 22 settembre 2012 | -              |
| 25 | La partita sta per finire, e a ogni canestro di Aomine, il suo rivale Kise risponde facendone un altro, i due giocano nello stesso modo, ma al ritmo fin troppo intenso del match ormai tutti i giocatori si stanno stancando. Kise tenta di passare la palla a Kasamatsu ma Aomine impedisce il passaggio con la mano destra facendo in modo che la palla finisca oltre la linea di bordocampo. I membri del Kaijō scoraggiati dal fatto che non sono riusciti a spezzare l'inerzia del gioco, sono inermi davanti ai giocatori del Tōō e la rimonta diventa impossibile. Il Tōō vince con Aomine che sul buzzer beater esegue la schiacciata che fissa il punteggio su 110-98. Imayoshi fa un'inaspettata rivelazione ai suoi compagni di squadra: Aomine possiede un'arma segreta che agli altri non ha ancora mostrato, di conseguenza finora non ha giocato al massimo della sua forza. |                   |                |

### Terza stagione
| Nº | Titolo italiano Giapponese 「Kanji」 - Rōmaji | In onda          | In onda |
| Nº | Titolo italiano Giapponese 「Kanji」 - Rōmaji | Giapponese       |         |
| 51 | Sto dando del mio meglio 「全カでやってるだけなんで」 - Zen ryoku de yatteru dakenande | 10 gennaio 2015  |         |
| 51 | Kagami e Himuro si scontrano con un teppista violento di nome Shōgo Haizaki, il quale stava importunando Alex, interviene però Kise che interrompe la rissa, rivelando a Kagami che lui e Haizaki erano compagni di squadra quando frequentavano la scuola media Teikō. In effetti Kise aveva iniziato a praticare il basket nel secondo anno al Teikō, ma prima di lui il titolare della squadra era Haizaki, ma con l'arrivo di Kise divenne una riserva per volere di Akashi, anche perché Haizaki creava problemi con la sua condotta violenta e aggressiva. Haizaki lasciò la squadra di basket del Teikō quando Kise venne promosso a titolare, tuttavia adesso ha ricominciato a giocare, infatti Haizaki è un membro del club di basket del liceo Fukuda Sōgō della prefettura di Shizuoka, l'avversaria che il Kaijō adesso deve affrontare ai quarti di finale della Winter Cup. La partita ha inizio, Kise, Kasamatsu, Moriyama, Hayakawa e Kobori scendono in campo. |                  |         |
| 52 | Questo è mio 「オレのもんだ」 - Ore no Mon Da | 17 gennaio 2015  |         |
| 52 | Quando Kise e Haizaki giocavano al Teikō, quest'ultimo era il più forte tra i due, Kise lo affrontò in palestra in un uno-contro-uno ma perse non potendo nulla contro la sua superiorità. All'inizio il Kaijō si porta in vantaggio grazie ai canestri di Kise e Kasamatsu, tuttavia Kazuhiro Mochizuki, giocatore del Fukuda Sōgō, segna con uno scoop shot. Kise risponde segnando con lo stesso tiro di Mochizuki, comunque il Fukuda Sōgō guadagna terreno grazie a Haizaki che realizza le sue schiacciate. Moriyama segna con un tiro, tuttavia Haizaki realizza un canestro ricopiando la tecnica di Moriyama, inoltre esegue lo stesso drive di Kasamatsu. Stranamente Moriyama e Kasamatsu sbagliano le loro giocate, Kuroko infatti spiega a Kagami che Haizaki ha la stessa abilità di Kise, ovvero quella di ricopiare le mosse avversarie, ma al contrario di Kise egli esegue le mosse apprese cambiando il ritmo e la tempistica dei movimenti, così i giocatori da cui ha appreso le loro mosse, vedendole eseguite con un tempismo diverso, involontariamente tentano di eseguirle a loro volta con lo stesso stile di Haizaki finendo inevitabilmente col sbagliare. La prima metà della partita si conclude con il Fukuda Sōgō che conduce per dodici punti. |                  |         |
| 53 | Non starmi in mezzo 「ジャマすんじゃねーよ」 - Jama Sunja Nee yo | 24 gennaio 2015  |         |
| 53 | Anche il terzo quarto si è concluso e il Sōgō Academy che continua a essere in vantaggio di dodici punti, Haizaki stoppa la schiacciata di Kise segnandone poi una lui stesso, Aida intuisce che Kise durante la partita contro il Tōō all'Inter-High si sia infortunato, e non si sia ancora ripreso per via dei continui allenamenti. Ormai Haizaki sembra incontenibile, con un'altra schiacciata allunga a diciassette i punti di vantaggio. Kise sente dolore al piede destro, ma Kuroko dagli spalti si mette a incoraggiare Kise, che trova la forza di reagire. Kise porta il Perfect Copy a un livello più alto, ora infatti riesce a ricopiare le mosse di Aomine, Midorima e Murasakibara, infatti dato che Haizaki non è al livello della Generazione dei Miracoli, non può ricopiare le loro tecniche. La resistenza di Kise gli consente di usare il Perfect Copy solo per cinque minuti. Kise porta il Kaijō alla rimonta, ormai Haizaki pur di vincere decide di giocare sporco, si era accorto dell'infortunio di Kise, e dunque mentre attacca gli pesta il piede destro, tuttavia Kise riesce a stoppargli la palla, infine Kasamatsu serve un assist a Kise che segna la schiacciata che porta il risultato a 75-72 e il Kaijō vince. Conclusa la partita Haizaki cerca di tendere un agguato a Kise, ma interviene Aomine che mette al tappeto Haizaki con un pugno impedendogli di sabotare Kise. Quando Haizaki frequentava il Teikō, dopo che lasciò il club di basket, Kuroko tentò vanamente di convincerlo a cambiare idea, ma egli per orgoglio preferì bruciare le sue scarpe da basket in una fornace: adesso che Haizaki ha perso contro il Kaijō sembra sul punto di rinunciare al basket ancora una volta, infatti si appresta a gettare le sue scarpe nella spazzatura. Questa volta però si astiene dal farlo, a conferma che non vuole abbandonare il basket. Le quattro squadre che giocheranno le semifinali della Winter Cup sono il Seirin, il Rakuzan, il Kaijō e lo Shūtoku.                                  |                  |         |
| 54 | Per il momento prendo questo 「もらっとくわ」 - Morattokuwa | 31 gennaio 2015  |         |
| 54 | Il Seirin e lo Shūtoku affronteranno rispettivamente nelle semifinali il Kaijō e il Rakuzan. Kagami si è accorto che le sue scarpe da basket si sono rovinate, Aomine è disposto a cedergli un suo paio di scorta anche perché calzano lo stesso numero di piede, ma a patto che Kagami lo batta in un uno-contro-uno. Kagami perde tuttavia Aomine gli presta ugualmente le sue scarpe. Momoi confessa a Kuroko che Haizaki voleva aggredire Kise, ma che Aomine glielo ha impedito, e in fondo è convinta che Haizaki sia riconoscente ad Aomine per avergli impedito di commette un'azione così spregevole. Hyūga spiega ai suoi compagni che il Rakuzan è con ogni probabilità la squadra più forte del Giappone, è la più titolata, e negli ultimi cinque anni ha conquistato ogni trofeo scolastico. Benché Akashi sia solo una matricola, egli è già stato nominato capitano. Lo Shūtoku schiera Midorima, Ōtsubo, Miyaji, Takao e Kimura, mentre nel Rakuzan oltre ad Akashi scendono in campo Kotarō Hayama, Reo Mibuchi e Eikichi Nebuya i quali (insieme a Kiyoshi e Hanamiya) erano tra i cinque Generali senza Corona. Da subito Midorima usa i suoi tiri da tre a ripetizione per portare lo Shūtoku in vantaggio, tuttavia il Rakuzan tiene il passo e il primo quarto si conclude in parità. Takao è nervoso, benché Akashi sia un ottimo giocatore finora non ha mostrato abilità degne di un membro della Generazione dei Miracoli, Nakatani ha capito che Akashi per ora si sta trattenendo solo per studiare la forza dello Shūtoku. Miyaji supera Hayama in un one-on-one e passa la palla a Ōtsubo che segna con una schiacciata. |                  |         |
| 55 | Io non so niente di questo 「オレは知らない」 - Ore wa shiranai | 7 febbraio 2015  |         |
| 55 | Hayama segna prima con un double clutch e poi passa la palla a Nebuya che segna con un tiro ravvicinato, infatti Miyaji non è capace di marcare Hayama che è un livello superiore al suo, tra l'altro ha notato che Hayama palleggia con sole tre dita, ciò vuol dire che non sta nemmeno giocando al massimo delle sue capacità. Midorima stoppa la palla a Hayama e poi la massa a Miyaji che segna con una schiacciata, infine Midorima con la sua tripla porta il risultato in pareggio alla fine della prima metà della partita. Akashi decide di marcare lui personalmente Midorima, rivelando la sua vera capacità, l'Emperor Eye: gli basta solo guardare il suo avversario per prevederne i movimenti, ciò gli consente di anticiparlo all'istante anche se Akashi non si muove con velocità, di conseguenza batterlo è impossibile sia in attacco che in difesa, infatti Midorima non fa in tempo a usare il suo tiro da tre punti perché Akashi, sapendo come si muoverà può agire prontamente per sottrargli la palla. Inoltre Akashi è capace di atterrare gli avversari con il proprio dribbling in modo che perdano equilibrio sul loro baricentro mandandoli fuori ritmo. Il Rakuzan continua a fare canestri con lo Shūtoku che appare inerme davanti alla forza della squadra avversaria, allargando il vantaggio a venti punti. Midorima tuttavia, incoraggiato dai propri compagni, non si rassegna alla sconfitta. |                  |         |
| 56 | Ve lo offrirò 「差し出そう」 - Sashidasou | 14 febbraio 2015 |         |
| 56 | Quando i membri della Generazione dei Miracoli giocavano al Teikō non era permesso a nessuno di loro di allenarsi al massimo delle loro capacità dato che i loro corpi non potevano reggere lo sforzo derivante dall'eccessivo impiego del loro enorme talento, questa infatti è la prima volta che Akashi e Midorima si affrontano al pieno delle loro abilità, e dato che Midorima ha capito che l'Emperor Eye di Akashi è un ostacolo quasi insormontabile, lui e Takao decidono di usare la loro arma segreta: Midorima esegue i movimenti del tiro dalla lunga distanza ma senza avere in mano la palla, infatti Takao gli passa la palla che finisce tra le mani di Midorima nell'istante stesso del rilascio, riuscendo comunque a fare canestro. Tramite tale espediente Midorima segna più volte con la propria tripla, che infatti Akashi non può impedire dato che non può rubargli palla dal momento che Mirorima la riceve solo quando il tiro è sul punto di essere effettuato. Lo Shūtoku sta riducendo lo svantaggio, complice il fatto che Ōtsubo e Miyaji giocano meglio in difesa. Anche se lo Shūtoku non ha rimontato totalmente lo svantaggio, Akashi segna un canestro contro la propria squadra provocando i suoi compagni non tollerando che mettano poco impegno solo perché il vantaggio che hanno non è esiguo. Adesso i giocatori del Rakuzan attaccano in maniera implacabile, il vantaggio aumenta, inoltre la mossa speciale di Midorima e Takao non funziona più perché Akashi intercetta l'assist di Takao sapendo che Midorima essendo mancino per effettuare il tiro può ricevere la palla solo dalla propria sinistra. Akashi volutamente aveva iniziato la partita muovendosi a un ritmo più lento per trarre in inganno l'Occhio di falco di Takao che non ha avuto il tempo di adattarsi alla vera velocità di Akashi il quale, alla fine, con un tiro libero, segna l'ultimo canestro della partita consegnando al Rakuzan una vittoria di 86-70.                                                              |                  |         |
| 57 | Mi fa ridere 「笑っちゃいますね」 - Waracchaimasune | 21 febbraio 2015 |         |
| 57 | Akashi si rifiuta di stringere la mano a Midorima, poiché desidera rimanere un nemico per tutti affinché siano motivati a volerlo battere e a dargli una degna sfida. Midorima si mette a piangere in reazione all'umiliante sconfitta. Himuro sospetta che il Rakuzan e Akashi hanno affrontato lo Shūtoku senza dare realmente il massimo della loro forza. Inizia la seconda semifinale tra il Seirin e lo Kaijō, prima che il match possa iniziare Kise provoca Kagami con una schiacciata dando prova di saper saltare in alto quanto lui. Kise e i suoi compagni sono smaniosi di prendersi la rivincita contro il Seirin per l'amichevole che avevano perso. Kuroko confessa a Kise di averlo sempre considerato un rivale perché quando giocavano al Teikō, benché Kuroko all'inizio facesse da tutor a Kise, fu costretto a constatare che quest'ultimo lo superò velocemente riuscendo in breve tempo a diventare un titolare. Il Seirin spera di ottenere un vantaggio insormontabile nelle prime fasi della partita prima che Kise usi la sua inarrestabile Perfect Copy dando per scontato che ne usufruirà solo nei minuti finali. Tuttavia benché Kuroko riesca a segnare con il suo Phantom Shot, Kise risponde con la tripla di Midorima facendo il canestro del vantaggio, inoltre usa la stoppata di Murasakibara per bloccare il Barrier Jumper di Hyūga. Ha già deciso di ricorrere al Perfect Copy a inizio partita, inoltre può usare una versione quasi perfetta dell'Emperor Eye di Akashi, tramite il quale esegue il dribbling di quest'ultimo avendo la meglio contro Kagami e segnano con un tiro libero e, sempre per merito dell'Emperor Eye, blocca il Phantom Shot di Kuroko. |                  |         |
| 58 | Luce vera 「真の光」 - Shin no hikari | 28 febbraio 2015 |         |
| 58 | Kise con il Perfect Copy usa le mosse dei membri della Generazione dei Miracoli realizzando abbastanza canestri da aumentare il vantaggio. I giocatori del Seirin sentendo la pressione, sbagliano le loro giocate essendo troppo avventati. Aida sostituisce Izuki con Furihata che essendo egli più prudente, costringe i propri compagni a un gioco molto più cauto che evita errori. Furihata riesce a segnare un canestro, viene poi sostituito da Izuki il quale marca Kasamatsu. Quest'ultimo all'inizio realizza un canestro superando Izuki con il proprio drive, ma poi Izuki grazie Eagle Spear riesce a rubargli palla. Kise decide di marcare Kagami, i due giocatori più forti delle rispettive squadre iniziano a lottare l'uno contro l'altro per vedere chi è il migliore. |                  |         |
| 59 | Non sottovalutarci!! 「ナメんじゃねぇ！！」 - Namen janee | 7 marzo 2015     |         |
| 59 | Nonostante in Kise arde il desiderio di battere Kagami, quest'ultimo lo supera con un dribbling segnando un canestro. Takeuchi sostituisce Kise con Shinya Nakamura, infatti si è accorto che il dolore al piede destro non gli permette di giocare come vorrebbe. Kuroko segna con un Phantom Shot ma poi, tentando di farlo nuovamente, Kasamatsu riesce a stopparlo avendo capito la meccanica di esecuzione, Aida dunque sostituisce Kuroko con Mitobe. Moriyama segna con il suo tiro, mentre Hayakawa e Nakamura fanno doppia marcatura su Kagami che però riesce a mettere a segno dei canestri in tutta facilità, infine Kiyoshi segna con un tiro portando il risultato in parità alla fine della prima metà della partita. Grazie ai canestri di Kobori e Moriyama, il Kaijō riesce a non farsi distanziare troppo dal Seirin che comunque passa in vantaggio per merito di Kagami, Hyūga e Mitobe che segnano dei punti. Kobori tira permettendo così ad Hayakawa di segnare sul rimbalzo, anche senza Kise il Kaijō non intende arrendersi alla forza del Seirin. |                  |         |
| 60 | Per vincere 「勝つために」 - Katsu tame ni | 14 marzo 2015    |         |
| 60 | Grazie a Nakamura che riesce a impedire a Kagami di saltare, Hayakawa conquista il rimbalzo, passa la palla a Kobori che realizza un tiro. Tuttavia il Seirin, grazie ai canestri di Kagami e Kiyoshi, intensificano il vantaggio, il Kaijō comunque non si dà per vinto, Kobori segna con una schiacciata. Benché Kise avesse dovuto tornare in campo solo nei due minuti finali, convince Takeuchi a rimetterlo in partita prima dei tempi stabiliti perché senza di lui il divario di punti aumenterebbe e la rimonta sarebbe proibitiva. Kise torna a giocare e parallelamente anche Kuroko, i due sostituiscono rispettivamente Nakamura e Mitobe. Kise segna con una schiacciata, e poi copia l'Ignite Pass Kai di Kuroko passando così la palla a Kobori che realizza un canestro: la rimonta del Kaijō ha inizio. |                  |         |
| 61 | Questa volta, sicuramente 「今度こそ」 - Kondokoso | 21 marzo 2015    |         |
| 61 | Mancano meno di quattro minuti alla fine del match e il Seirin conduce per undici punti, i giocatori del Kaijō impostano bene la difesa permettendo così a Kise di esprimere al massimo il suo gioco offensivo. Uno straripante Kise riesce a riportare in vantaggio il Kaijō continuando a segnare un canestro dopo l'altro, il merito è del suo Perfect Copy che gli permette di ricopiare le mosse di tutti i giocatori della Generazione dei Miracoli, inoltre ora Kise può ricopiare anche le mosse di Kuroko quali il Cyclone Pass e il Phantom Shot. Il Kaijō è adesso in vantaggio sul Seirin di un punto, e mancano trentasei secondi alla fine del match. |                  |         |
| 62 | È il migliore 「最高の選手です」 - Saikō no senshu desu | 28 marzo 2015    |         |
| 62 | Hyūga tenta di segnare un canestro ma Kise gli si para davanti, tuttavia Kuroko con astuzia toglie la palla di mano a Hyūga prima che potesse farlo Kise, permettendo così a Kagami di mettere a segno un tiro, il Seirin è nuovamente in vantaggio. Kuroko marca Kise che però lo evita con il drive veloce di Aomine, supera poi Kagami con il dribbling di Akashi, e proprio quando è sul punto di segnare con la schiacciata di Murasakibara interviene Izuki che gli fa perdere il possesso palla toccandola con la mano destra. Infatti Kuroko avendo studiato la dinamica d'azione di Kise aveva notato che egli usa lo stile di Aomine quando necessita di un gioco veloce, lo aveva marcato proprio perché voleva che usasse la tecnica di Aomine, dando poi modo a Izuki di fermarlo sapendo che avrebbe usato la tecnica di Murasakibara sotto canestro. Kise però non si arrende e afferra la palla con la mano sinistra passandola a Kasamatsu che segna il canestro che riporta il Kaijō in vantaggio di un punto. A tre secondi dalla fine della partita Kagami non essendo entrato nella Zone non può usare il Meteor Jam, dunque affida la vittoria a Kuroko che usando il Phantom Shot segna il canestro che porta il risultato a 81-80. Il Seirin vince mentre Kise piange dato che Kasamatsu, Kobori e Moriyama essendo tutti al terzo anno lasceranno la squadra e non avrà più modo di vincere il campionato insieme a loro. Il Seirin e il Rakuzan si affronteranno alla finale, Midorima mette in guardia Kagami perché in realtà ci sono due Akashi. Kagami chiede una spiegazione a Kuroko, il quale racconta a tutti i suoi compagni la storia di come iniziò a giocare a basket. Tutto ebbe inizio quando cominciò a praticare questo sport ai tempi in cui andava alle scuole elementari, aveva un amico di nome Shigehiro Ogiwara, giocavano insieme e si erano ripromessi che, studiando in due scuole medie diverse, avrebbero disputato una partita l'uno contro l'altro, con le squadre delle loro rispettive scuole. |                  |         |
| 63 | Un giorno di cielo blu 「青い空の日」 - Aoi sora no hi | 4 aprile 2015    |         |
| 63 | Continuando con il racconto Kuroko si iscrisse alla scuola media Teikō unendosi al club di basket, c'erano tre squadre suddivise in base al livello dei giocatori, Kuroko viste le sue modeste capacità venne inserito in terza squadra, al contrario benché Akashi, Aomine, Murasakibara, Midorima e Haizaki erano delle matricole come lui, vennero subito promossi in prima squadra. Kuroko e Aomine strinsero amicizia, tuttavia Kuroko non stava facendo progressi, era sul punto di abbandonare il basket, finché lui e Akashi non si conosciuti. Quest'ultimo notò che egli non emanava la forza che in genere si percepisce dal talento o dall'esperienza, suggerendogli di trasformare questa sua peculiarità in un vantaggio. Kuroko cominciò a studiare le tecniche della manipolazione visiva, e quando sviluppò la capacità di usare la misdirection la mostrò in una partita di allenamento in palestra, tanto che il capitano del Teikō, Shūzō Nijimura, e il vice-allenatore Naoto Sanada ne rimasero impressionati. Kuroko venne convocato per giocare con la prima squadra in una partita, per merito di Akashi che lo aveva istruito ad anticipare la tempistica dei propri compagni di squadra, Kuroko perfezionò la misdirection e aiutò la squadra a vincere, tanto che Sanada lo nominò panchinaro nella prima squadra. |                  |         |
| 64 | ...Scusa 「...ワリィ」 - ...Waryi | 11 aprile 2015   |         |
| 64 | Il racconto prosegue, al secondo anno al Teikō, Akashi divenne il capitano della squadra, Nijimura aveva chiesto a Sanada di cedergli il posto dato che il padre di Nijimura stava male e temeva che, per accudirlo, non avrebbe potuto seguire bene la squadra. Kise si unì al club di basket, e Haizaki lasciò la squadra. Kuroko non condivideva il cinismo dei suoi compagni constatando che non si erano sforzati molto per convincere Haizaki a tornare in squadra. Ormai Akashi, Murasakibara, Kise, Aomine e Midorima si erano fatti un nome nel basket scolastico tanto il quintetto venne chiamato la "Generazione dei Miracoli". Aomine stava perdendo la passione per il gioco, si era accorto che i suoi avversari non sapendo come affrontarlo data la sua superiorità, si demoralizzavano troppo facilmente, in assenza di giocatori che potessero metterlo in difficoltà non riusciva più a divertirsi, nemmeno la vittoria lo allietava. Il Teikō si qualificò per i campionati nazionali così come il Meikō, la squadra della scuola media dove giocava Ogiwara. Il Teikō affrontò la squadra del Kamizaki dove giocava Tomoya Inoue, egli era tra i cestisti migliori delle scuole medie, Aomine non vedeva l'ora di affrontarlo reputandolo un degno rivale, ma ancora una volta con propria delusione vinse troppo facilmente. Inoue gli fece capire che lui aveva raggiunto un livello inarrivabile per qualunque altro giocatore del campionato, mentre il Meikō perse la propria partita e dunque Kuroko e Ogiwara non avrebbero avuto modo di affrontarsi. |                  |         |
| 65 | Non siamo più 「私たちは、もはや」 - Watashitachiha, mohaya | 18 aprile 2015   |         |
| 65 | Col proseguire del racconto il Teikō giocò la finale contro il Kamata West che si portò in vantaggio. L'allenatore del Teikō parlò con Aomine capendo che lui stava volutamente sabotando la squadra perché non riusciva ad accettare il suo incontenibile talento, in effetti si era accorto che Aomine era destinato a raggiungere un livello impressionante, ma lo spronò a reagire perché rinnegare le sue capacità di giocatore non lo avrebbe portato da nessuna parte. Aomine decise di impegnarsi e il Teikō rimontò vincendo per 93-46. L'allenatore del Teikō abbandonò l'incarico dato che stava male, Sanada prese il suo posto, al terzo anno di scuola media ormai anche il talento di Midorima, Kise e Murasakibara sbocciò completamente. Aomine odiava allenarsi dato che nessuno tra i suoi compagni riusciva a stargli dietro, Sanada vedendolo così poco volitivo accetto di esonerarlo dagli allenamenti a patto che giocasse le partite e vincesse. Murasakibara pretendeva anche lui la libertà di saltare gli allenamenti, Akashi non tollerando il suo comportamento lo sfidò in uno-contro-uno, sbloccò per la prima volta l'Emperor Eye e con esso una seconda personalità che si sostituì a lui: un Akashi che si comportava con arroganza e freddezza dedito solo alla vittoria. Sconfisse Murasakibara ma gli diede comunque il permesso di saltare gli allenamenti a condizione che prendesse parte alle partite, estendendo l'accordo anche a Midorima e Kise. Ormai Akashi non riteneva più necessario che cooperassero come gruppo, allo stato dei fatti tutti e cinque potevano comodamente vincere ogni partita anche solo affidandosi alla forza individuale, Kuroko non era più contento di come la squadra fosse cambiata. |                  |         |
| 66 | Che cos'è la vittoria? 「勝利ってなんですか?」 - Shōritte nan desu ka? | 25 aprile 2015   |         |
| 66 | Nella parte conclusiva del racconto Kuroko e Momoi sentivano che la squadra aveva smarrito il senso dell'amicizia, vincere era diventato troppo facile. Kuroko andò ad assistere alla partita tra il Seirin e il Kirisaki Daiichi per la qualificazione all'Inter-High dato che voleva restituire a Hyūga il suo documento di identità dal momento che lo aveva trovato per terra: vedendoli giocare rimase affascinato dal loro basket. Il Teikō arrivò alla semifinale del campionato nazionale battendo il Kamata West dove però un giocatore avversario colpì involontariamente Kuroko con una gomitata facendogli perdere i sensi, quindi non gli venne dato il permesso di partecipare alla finale contro il Meikō dove giocava Ogiwara. La partita stava per concludersi e ancora una volta il Teikō stava vincendo con un vantaggio di centodue punti, ma ad un tratto Murasakibara per qualche motivo nei secondi finali segnò un canestro contro la propria squadra, infatti volevano portare il risultato a una vittoria di 111-11 (unicamente con cifre da 1). Ogiwara e i suoi compagni ne uscirono umiliati, la Generazione dei Miracoli aveva manipolato il risultato solo per gioco. Kuroko lasciò il basket constatando che i suoi compagni non provavano nessun rimorso per come si erano comportati contro il Meikō, Kuroko scoprì inoltre che Ogiwara aveva deciso di abbandonare il basket. Concluse le scuole medie tutti e cinque i giocatori della Generazione dei Miracoli si sono iscritti in licei diversi in modo da vedere chi tra tutti loro avrebbe dimostrato la propria superiorità sugli altri quattro, Akashi sapeva che Kuroko avrebbe ricominciato a giocare a basket e infatti si iscrisse al Seirin. |                  |         |
| 67 | Il tip off finale!! 「決勝戦試合開始!!」 - Fainaru tippu ofu!! | 2 maggio 2015    |         |
| 67 | Amici e parenti dei membri del Seirin augurano buona fortuna per la finale della Winter Cup che vedrà il Rakuzan come loro avversario. Kagami e Himuro finalmente chiariscono le loro incomprensioni e tornano a essere amici, Himuro lo sprona a diventare il più forte. I membri delle squadre sconfitte dal Seirin vanno ad assistere alla finale, mentre lo Shūtoku ottiene il terzo posto sconfiggendo per 96-54 il Kaijō, Kise per via dell'infortunio non ha giocato. Inizia la finale dove Kuroko, Kagami, Hyūga, Izuki e Kiyoshi affrontano Akashi, Mibuchi, Hayama e Nebuya, tuttavia tra i giocatori titolari schierati dal Rakuzan, uno in particolare attira l'attenzione di Furihata, ovvero Chihiro Mayuzumi, di tutti i giocatori in campo è l'unico del terzo anno. Appena inizia la partita Kagami entra nella Zone e segna con un Meteor Jam. |                  |         |
| 68 | Non è questo il meglio? 「最高じゃねーの?」 - Saikō ja ne no? | 9 maggio 2015    |         |
| 68 | Kagami continua pericolosamente a consumare la sua resistenza nella Zone, quindi Aida sostituisce Kuroko con Mitobe in modo che Kagami possa concentrarsi sull'attacco. Il Seirin conduce per nove punti, Akashi tenta di rubare palla a Kagami ma, benché lui lo superi con un drive, non riesce a mettere a segno il suo Meteor Jam dal momento che il capitano del Rakuzan aveva comunque sbilanciato la postura di Kagami impedendogli di eseguire bene il tiro. Kagami esce dalla Zone, Mitobe stoppa il tiro di Mibuchi e poi segna con un hook shot, Aida successivamente lo sostituisce con Kuroko. Hayama rivelandosi anche lui in possesso dell'Istinto Animale come Kagami, lo supera con il proprio palleggio e segna con un layup. Mibuchi riesce a difendere bene perché i passaggi di Kuroko sono insolitamente prevedibili, Kuroko ha imparato tecniche vincenti (come il Ignite Pass, il Vanishing Drive e il Phantom Shot) oltre al fatto che ha segnato il canestro conclusivo che ha sconfitto il Kaijō, adesso ha attirato l'attenzione sulla propria persona, non può usare la misdirection, è per questo che Akashi gli aveva sconsigliato alle scuole medie di apprendere nuove mosse. Mibuchi e Hayama con i loro canestri portano il Rakuzan in vantaggio, ma la tripla di Hyūga porta il risultato in pareggio. Kuroko viene sostituito da Mitobe all'inizio del secondo quarto, Momoi non ha molte informazioni su Mayuzumi, è un'ala grande ed è diventato titolare solo all'ultimo anno di liceo. Mayuzumi, rivela la capacità di usare la misdirection come Kuroko, contro lo Shūtoku non ha potuto usufruirne per via di Takao e del suo Occhio di falco, Mayuzumi passa la palla a Mibuchi che con il proprio tiro riporta il Rakuzan in vantaggio. |                  |         |
| 69 | Non accadrà un miracolo 「奇跡は起きない」 - Kiseki wa okinai | 16 maggio 2015   |         |
| 69 | Benché Mayuzumi volesse lasciare la squadra all'inizio del suo terzo anno, Akashi notando che egli passava inosservato come Kuroko, lo convinse a non lasciare il club di basket, fu così che Mayuzumi perfezionò la misdirection. Kuroko osserva il gioco di Mayuzumi da bordo campo, non solo sa eseguire i suoi stessi passaggi ma al contrario di Kuroko egli è un buon tiratore. Aida sostituisce Mitobe con Furihata, quest'ultimo realizza un canestro ma avendo già esaurito le sue energie per marcare Akashi ritorna in panchina. Il Seirin fa varie sostituzione mettendo in campo anche Kawahara e Fukuda ma loro non possono gestire il ritmo della partita, intanto i Generali senza Corona si scatenano: Mibuchi e Hyūga si sfidano in una competizione con i tiri da tre punti ma Mibuchi è in netto vantaggio contro di lui. Nebuya, che in passato perse contro Kiyoshi alle scuole medie, adesso riesce a sovrastarlo sia in attacco che in difesa, mentre Hayama realizza i suoi canestri con facilità dato che Kagami non può fermare il suo drive. Il Rakuzan sta macinando punti, il secondo quarto si conclude con Mayuzumi che passa la palla ad Akashi che realizza un alley-oop che porta il Rakuzan a un vantaggio di venticinque punti. |                  |         |
| 70 | Il peso della risolutezza 「覚悟の重さ」 - Kakugo no omo-sa | 23 maggio 2015   |         |
| 70 | Il terzo quarto inizia con il Seirin che schiera Kagami, Hyūga, Koganei, Izuki e Kiyoshi. Purtroppo Mibuchi fa commettere un fallo a Hyūga il quale, contestando la decisione dell'arbitro, ottiene un quarto fallo. Aida lo sostituisce per evitare che (se raggiungesse cinque falli) venga espulso, intanto Kuroko torna in campo. Stranamente Kuroko permette a Mayuzumi di segnare vari canestri, quest'ultimo cade così nella sua trappola: Mayuzumi mettendosi in mostra con il proprio talento perde la capacità di passare inosservato, non può usare la misdirection al contrario di Kuroko che invece recupera la propria. Kagami segna con una schiacciata e entra nella Zone aumentando il raggio del proprio campo difensivo, tanto che Akashi è costretto a limitare le proprie giocate. Kiyoshi realizza una schiacciata, il Seirin sta rimontando, benché la misdirection di Mayuzumi sia stata quasi definitivamente annullata, Akashi inaspettatamente non lo sostituisce, infatti ha in mente servirsi di Mayuzumi in un altro modo. Kagami è ancora nella Zone, ma nel breve momento in cui sposta la sua attenzione su Mayuzumi non vede Akashi che passa la palla a Mibuchi che segna il canestro che porta il Rakuzan in vantaggio di diciannove punti. Mayuzumi in pratica non partecipa al gioco, la sua presenza serve solo a depistare Kagami. |                  |         |
| 71 | Sono disperato a modo mio 「これでも必死だよ」 - Kore demo hisshida yo | 30 maggio 2015   |         |
| 71 | Con Mayuzumi che entra nel campo visivo di Kagami, egli non si concentra abbastanza su Akashi che passa la palla a Nebuya il quale segna un canestro. Dato che l'Occhio dell'aquila di Izuki gli consente di prevedere e anticipare i movimenti di Hayama, quest'ultimo usa il palleggio a cinque dita riuscendo a segnare due canestri senza che Izuki e Kiyoshi possano fermarlo. Kagami riesce a stoppare la palla ad Hayama e poi realizzando dei canestri accorcia il divario. Kagami però, concentrandosi troppo sulla Zone permette ad Akashi di trovare un punto ceco nella sua difesa e infatti il capitano del Rakuzan segna con un tiro libero. Koganei marca Mibuchi, si scopre che pure Koganei ha l'Istinto Animale avendolo sviluppato nel periodo in cui praticava il tennis (avendo iniziato a giocare a basket solo alle scuole superiori). Koganei fa sbagliare il tiro a Mibuchi benché Nebuya riesca a segnare sul rimbalzo. Mibuchi ha capito che l'Istinto Animale di Koganei non è altrettanto sviluppato quanto quello di Kagami, Aomine e Hayama, infatti anche se Koganei tenta di fermare Mibuchi quest'ultimo segna realizzando un tiro. Tuttavia Hyūga vedendo Koganie affrontare Mibuchi comprende come fermare i tiri di quest'ultimo. |                  |         |
| 72 | Un avvertimento 「忠告だ」 - Chūkokuda | 6 giugno 2015    |         |
| 72 | Hyūga sostituisce Koganei, il capitano del Seirin realizza con successo un tiro, inoltre ha imparato a prevedere le tecniche di esecuzione di Mibuchi, può anticiparlo osservando il suo centro di gravità. Nebuya finora è stato capace di sopraffare Kiyoshi solo perché quest'ultimo a causa dell'infortunio al ginocchio non aveva giocato al meglio, ma adesso Kiyoshi non intende più trattenersi riuscendo a superare Nebuya sia in attacco che in difesa. I canestri di Kiyoshi, Kagami e Hyūga consentono al Seirin di accorciare lo svantaggio. Akashi, deluso dalla debolezza dei propri compagni, entra nella Zone, aveva perfezionato questa capacità con Hayama, Mibuchi e Nebuya sconfiggendoli in allenamento in un tre-contro-uno. Kagami prova a usare il Meteor Jam ma Akashi con la mano destra gli ruba palla, infine superando tutto da solo la difesa del Seirin, segna con un tiro sotto mano. Adesso al suo attuale livello Akashi può giocare da solo senza dover contare sui propri compagni. Aomine spiega a Imayoshi che per entrare nella Zone bisogna immergersi nelle profondità del proprio talento una volta aperto il portale, ma raggiunto l'apice di presenta un secondo portale, tuttavia Aomine non è mai riuscito ad aprirlo. |                  |         |
| 73 | Perché non ci arrendiamo 「諦めませんか」 - Akiramemasen ka | 13 giugno 2015   |         |
| 73 | Akashi ruba palla a Izuki e segna con un tiro, combinando la Zone e l'Emperor Eye, Akashi è imbattibile. Tuttavia Kuroko fa emergere un'inaspettata abilita, il "Quasi-Emperor Eye" lui infatti può prevedere le mosse di Kagami di conseguenza, quando quest'ultimo affronta Akashi nella sfida individuale, Kuroko potendo anticipare i movimenti di Kagami, automaticamente può anticipare anche Akashi quando quest'ultimo tenta di superare Kagami (sia quando attacca che quando difende) e dunque Kuroko neutralizza le giocate di Akashi. Adesso il Seirin attacca e segna con maggiore continuità, il divario di punti sta diminuendo, come se non bastasse Akashi, constatando che non è capace di sottomettere il Seirin nemmeno giocando al massimo della sua forza, si demoralizza e sbaglia le proprie giocate. Kagami segna con una schiacciata atterrando Akashi. Il Seirin è in svantaggio di soli due punti, mancano meno di sei minuto alla fine del match e durante il time-out Eiji Shirogane, l'allenatore del Rakuzan, decide di sostituire Akashi, ma prima di poterlo fare Mayuzumi provoca Akashi facendogli notare che avendo smarrito la fiducia nella propria superiorità, sta perdendo anche la sua identità. Akashi, facendosi scuotere dalle sue parole, fa riemergere il suo triste passato: la morte della madre, la freddezza emotiva con cui suo padre lo ha cresciuto, vedeva nel basket la sola cosa che amava, ma al Teikō fu oppresso dalla paura di non riuscire a guidare i suoi compagni della Generazione dei Miracoli visto che stavano diventando troppo forti, come meccanismo di difesa ha sviluppato un'altra personalità che si è sostituita a lui avendo fatto lo sbaglio di credere che solo così avrebbe mantenuto unito il gruppo, ma invece ha solo finito col distruggerlo. |                  |         |
| 74 | Allora eri tu 「お前だったんじゃねーか」 - Omaedattan janē ka | 20 giugno 2015   |         |
| 74 | Il vero Akashi riemerge sostituendosi al suo alter-ego, la partita riprende e adesso Akashi gioca in maniera totalmente diversa, i suoi passaggi per tempistica, traiettoria e velocita rasentalo la perfezione, ciò è dovuto al fatto che usa l'Emperor Eye per studiare tutti i giocatori in campo, infatti i suoi compagni di squadra riescono a segnare canestri a una facilità estrema. Akashi entra nella Zone e con lui anche Mayuzumi, Mibuchi, Hayama e Nebuya anche se loro quattro in maniera incompleta: infatti Akashi ha impostato il gioco a un livello tale che è riuscito a esprimere il talento dei suoi compagni al loro limite massimo. Nebuya segna con un alley-oop mettendo Kagami al tappeto. Tra il pubblico c'è Ogiwara che ha ricominciato a giocare a basket, egli attira l'attenzione di Kuroko il quale è felice, tutti coloro che sono sugli spalti tifano il Seirin, a quel punto Kagami apre il secondo portale entrando nella Direct Drive Zone che gli consente di coordinare il suo gioco con quello di Kuroko, Izuki, Kiyoshi e Hyūga, e ora tutti i giocatori del Seirin attaccano e difendono all'unisono, la loro offensiva è velocissima e riescono a diminuire lo svantaggio. Akashi non si arrende, e segna con un tiro portando a sette i punti di vantaggio. |                  |         |
| 75 | Più volte 「何度でも」 - Nandodemo | 30 giugno 2015   |         |
| 75 | Kagami segna con un tiro da tre punti, Izuki intercetta il passaggio di Mibuchi per Nebuya, in questo modo il Seirin va in contropiede, Mibuchi tenta di fermare Hyūga il quale però realizza una tripla oltre al fatto che, entrando in contatto con Mibuchi, fa commettere fallo a quest'ultimo e ottiene un tiro su basket count. Mancano quattro secondi alla fine della partita e il Rakuzan conduce per un solo punto, il Seirin non intende portare il match a oltranza all'overtime quindi per evitare il pareggio Hyūga sbaglia volutamente il tiro, permettendo a Kiyoshi di conquistare il rimbalzo con il Vice Claw. Kiyoshi passa la palla a Kuroko, a quel punto Akashi gli si para davanti tuttavia Kuroko esegue il Phantom Shot, Kagami salta e afferra la palla con la mano destra segnando la schiacciata che permette al Seirin di battere il Rakuzan per 106-105. I giocatori del Seirin non riescono a contenere la gioia per la sudata ma meritata vittoria, hanno conquistato la Winter Cup. Akashi, seppur deluso dalla sconfitta, si congratula con Kuroko e i due si stringono la mano da buoni amici. Gli studenti del terzo anno lasciano i club di basket, Akashi ringrazia con umiltà Mayuzumi per l'aiuto che ha dato alla squadra, mentre Hayakawa e Wakamatsu divento rispettivamente capitani del Kaijō e del Tōō. Kuroko e Kagami si preparano per un'altra giornata di allenamento al club di basket del Seirin, Kuroko nell'armadietto dello spogliatoio conserva una foto di lui insieme a Momoi, Aomine, Kise, Midorima, Murasakibara e Akashi, i suoi amici del Teikō. |                  |         |

## OAV
Della serie sono stati prodotti anche degli episodi OAV, allegati ai Blu-ray/DVD di Kuroko's Basket.
| Nº   | Titolo italiano Giapponese 「Kanji」 - Rōmaji                                                                                  | In onda                             | In onda |
| Nº   | Titolo italiano Giapponese 「Kanji」 - Rōmaji                                                                                  | Giapponese                          |         |
| 22.5 | Kuroko's Basket: Tip off palla a due 「黒子のバスケットはティップオフ」 - Kuroko no Basuke Tipp Oofu                           | 22 febbraio 2013                    |         |
| -    | Kuroko's Basket: Let's Chat! 「黒子のバスケ お喋りしよっか」 - Kuroko no Basuke: Oshaberi shiyokka                             | 21 dicembre 2012                    |         |
| 1-5  | Kuroko's Basket: NG-shuu 「黒子のバスケNG集」 - Kuroko no Basuke: NG-shuu                                                      | dal 27 luglio 2012 al 22 marzo 2013 |         |
| -    | Kuroko's Basket: Le scimmie non possono vincere! 「バカじゃ勝てないのよ」 - Kuroko no Basuke: Baka ja katenai no yo            | 4 dicembre 2013                     |         |
| 41.5 | Kuroko's Basket: lo facciamo ancora una volta 「黒子のバスケ もう一回やりませんか」 - Kuroko no Basuke: Mou ikkai yarimasen ka | 20 giugno 2014                      |         |
| 75.5 | Kuroko's Basket ~Il regalo più bello~ 「黒子のバスケ〜最高のプレゼントです〜」 - Kuroko no Basuke 〜Saikō no Purezento desu〜  | 24 dicembre 2015                    |         |